# 393 pr. n. št.

## Smrti
- Neferit I., faraon iz 29. dinastije (* ni znano)